# Benjamin Lang
Benjamin Lang (ur. 4 lutego 1987 w Le Chesnay) – francuski wioślarz.

## Osiągnięcia
- Mistrzostwa Świata Juniorów – Banyoles 2004 – czwórka ze sternikiem – 9. miejsce[1].
- Mistrzostwa Świata Juniorów – Brandenburg 2005 – ósemka – 6. miejsce[1].
- Mistrzostwa Świata U-23 – Hazewinkel 2006 – ósemka – 10. miejsce[1].
- Mistrzostwa Świata – Monachium 2007 – ósemka – 11. miejsce[1].
- Mistrzostwa Świata – Linz 2008 – dwójka ze sternikiem – 2. miejsce[1].
- Mistrzostwa Świata – Poznań 2009 – dwójka ze sternikiem – 5. miejsce[1].